# Philippe Sands
Philippe Joseph Sands, KC (Consejero del rey) (nacido el 17 de octubre de 1960 en Londres) es un abogado británico y francés de Matrix Chambers, y profesor de derecho y director del Centro de Cortes y Tribunales Internacionales del University College de Londres. Especialista en derecho internacional, ha ejercido como abogado ante muchas cortes y tribunales internacionales, incluida la Corte Internacional de Justicia, el Tribunal Internacional del Derecho del Mar, el Tribunal Europeo de Justicia, el Tribunal Europeo de Derechos Humanos y la Corte Penal Internacional.
Sands forma parte del panel de árbitros del Centro Internacional para el Arreglo de Diferencias Relativas a Inversiones (CIADI) y del Tribunal de Arbitraje Deportivo (TAS). 
Es autor de diecisiete libros sobre derecho internacional, incluidos Lawless World (2005) y Torture Team (2008). Su libro East West Street: On the Origins of Genocide and Crimes Against Humanity (Calle Este-Oeste, Anagrama 2017) (2016) ha sido galardonado con numerosos premios, incluido el Premio Baillie Gifford de no ficción de 2016 . Su último libro es The Ratline: Love, Lies and Justice on the Trail of a Nazi Fugitive (2020) sobre Otto Wächter.
Desde el 5 de febrero de 2018, Sands se ha desempeñado como presidente de English PEN. 

## Biografía
Sands nació en Londres el 17 de octubre de 1960 de padres judíos . Se educó en la University College School en Hampstead, Londres y derecho en Corpus Christi College, Cambridge , obteniendo una licenciatura en 1982 y un año más tarde obteniendo honores de primera clase en el curso LLM. Después de completar sus estudios de posgrado en Cambridge, Sands pasó un año como profesor visitante en la Facultad de Derecho de Harvard.

## Carrera académica
De 1984 a 1988, Sands trabajó como investigador asociado en St. Catherine's College , Cambridge y en el Centro de Investigación de Derecho Internacional de la Universidad de Cambridge (ahora Centro Lauterpacht de Derecho Internacional). También ha ocupado puestos académicos en Kings College London (1988-1993) y en la Escuela de Estudios Orientales y Africanos (SOAS)(1993-2001). Fue profesor de derecho en la Facultad de Derecho de la Universidad de Nueva York (1993–2001) y ocupó cátedras visitantes en la Universidad de París I Sorbona, la Universidad de Melbourne , el Instituto de Graduados de Estudios Internacionales y de Desarrollo , la Universidad de Indiana en Bloomington , la Universidad de Toronto, la l Facultad de Derecho del Boston College y la Universidad de Lviv.
En 2019, Sands fue nombrado Profesora Visitante de Derecho Samuel y Judith Pisar en la Facultad de Derecho de Harvard. En 1989 fue cofundador del Centro de Derecho Ambiental Internacional y el Proyecto sobre Cortes y Tribunales Internacionales (1997).
Es autor de dieciséis libros sobre derecho internacional, incluidos Lawless World (2005) y Torture Team (2008). Su libro East West Street: On the Origins of Genocide and Crimes Against Humanity (2016) ha ganado numerosos premios, incluido el Premio Baillie Gifford de no ficción de 2016. The Rat Line - a Nazi on the Run (2020). 38 Londres Street : Sobre Pinochet en Londres y un nazi (Walter Rauff)  en la Patagonia, Londres: Weidenfeld y Nicolson,(2025)
Ediciones en español: 
- Calle este-oeste. Anagrama. Barcelona. 2017.
- Ruta de escape. Anagrama. Barcelona. 2021.
- Calle Londres 38. Anagrama. Barcelona. 2025.